# Lahr (Selva Negra)
Lahr (pronunciación en alemán: /laːɐ̯/ⓘ) es una ciudad en el distrito de Ortenau en Baden-Wurtemberg, Alemania, aproximadamente 15 km al sur de Offenburg. Está ubicada al margen de la Selva Negra a una altitud media de 165 m s. n. m. en la llanura superior del Rin a la entrada del valle del Schutter. Tiene unos 43.000 habitantes. Barrios son: Burgheim, Dinglingen, Hugsweier, Langenwinkel, Kippenheimweiler, Kuhbach, Mietersheim, Reichenbach, Sulz.

## Eventos

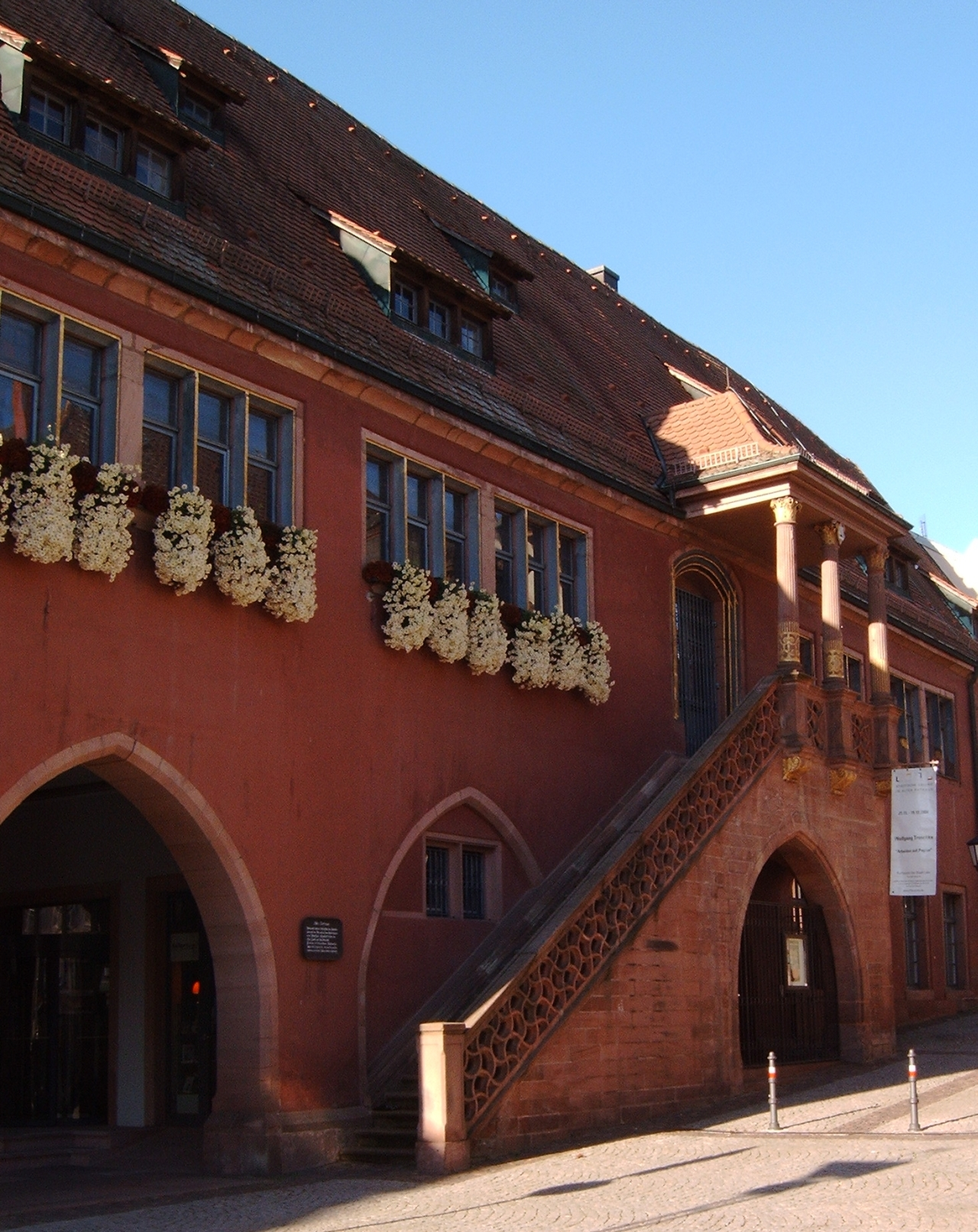
Antiguo ayuntamiento de la ciudad.

### Chrysanthema
La Chrysanthema es una exposición de flores especial y uno de los eventos más importantes del Sur de Baden que tiene lugar anualmente en otoño.